# Platytes
Platytes is een geslacht van vlinders van de familie grasmotten (Crambidae).

## Soorten
- P. alpinella

Baardsnuitmot Hübner, 1813
- P. argyrostricha Hampson, 1908
- P. atlantivolella Zerny, 1935
- P. cerusella Schiffermüller, 1775
- P. cerussella

V-baardsnuitmot (Denis & Schiffermüller, 1775)
- P. duplicilinea (Hampson, 1919)
- P. impar Warren & Rothschild, 1905
- P. ornatellus Leech, 1889
- P. phaeochorda Turner, 1911
- P. poliopepla Lower, 1905
- P. polyactinella Hampson, 1895
- P. strigatalis Hampson, 1900
- P. vobisne Dyar, 1920